# Bogus - L'amico immaginario
Bogus - L'amico immaginario (Bogus) è un film del 1996 diretto da Norman Jewison, con Whoopi Goldberg e Gérard Depardieu.
Presentato al Toronto Film Festival, la commedia consegnò a Whoopi Goldberg una nomina ai Razzie Award alla peggior attrice protagonista.

## Trama
Albert Franklin, un bambino di sette anni, vive serenamente in Nevada con sua madre Lorraine, una showgirl di Las Vegas. Una sera, mentre torna a casa da lavoro, la donna muore in un incidente d'auto, lasciando Albert solo e sconsolato: Lorraine era infatti una madre single e aveva perso i contatti col padre del bambino. Lorraine aveva però una sorella adottiva, Harriet, che a sua insaputa aveva nominato tutrice di Albert. Quando viene a sapere che dovrà occuparsi di suo nipote, Harriet dice agli assistenti sociali di non esserne in grado, poiché sente di non avere alcun istinto materno né la capacità di crescere un bambino; tuttavia, dopo aver appreso che in tal caso Albert dovrà essere dato in adozione, la donna accetta a malincuore di prendersene cura. Albert parte così per Newark, nel New Jersey, dove abita Harriet. Durante il viaggio disegna lo schizzo di un buffo personaggio, un uomo grande e grosso dall'accento francese a cui dà il nome Bogus: il disegno prende magicamente vita, diventando un amico immaginario che solo il bambino può vedere. Bogus diventerà il confidente e la voce della coscienza di Albert.
Harriet, donna d'affari, non riesce a prendersi cura di Albert come dovrebbe: non è in grado di stabilire un contatto con lui ed è incapace di adattarsi alle sue esigenze. Nonostante l'aiuto di Bogus, Albert si sente solo e abbandonato; il bambino prova inoltre una forte nostalgia per Las Vegas, dove aveva molti amici tra i performer colleghi di sua madre; in particolare gli mancano gli illusionisti e i prestigiatori che erano in grado di mostrargli la magia.
Il primo giorno di scuola di Albert, Harriet si attarda a una riunione d'affari e dimentica di andarlo a riprendere. Parlando con Bogus, il bambino si addentra in un parco; Harriet e il personale della scuola vanno a cercarlo, e lo trovano a duellare con il suo amico invisibile. Albert cerca di parlare alla zia di Bogus e le dice di credere alla magia; lei, donna estremamente pragmatica, sminusice tutte le sue fantasie.
Harriet è costretta a portare Albert a un incontro di lavoro con Bob, finalizzato a convincere lui e la sua banca a investire sulla sua azienda. L'uomo prova subito simpatia per Albert, e lo invita alla festa di compleanno di suo figlio Doug. Alla festa si esibisce un prestigiatore, che tenta di convincere Harriet a partecipare allo spettacolo, ma lei, non credendo alla magia, rifiuta con veemenza. Tornati a casa, Albert riconosce che il prestigiatore della festa era un incapace rispetto a quelli che lui ha conosciuto a Las Vegas, e le mostra di saper eseguire un trucco migliore. Tra i due si stabilisce un timido contatto, ma quando il bambino cerca di mostrarle altre magie, lei lo scaccia dicendo di essere troppo impegnata. Poco dopo, Harriet percepisce per la prima volta la voce di Bogus, che le rimprovera di aver allontanato Albert, ma lei minimizza credendo che si tratti solo di stress.
Albert si allontana sempre più da sua zia. Lasciato con una severa babysitter, il bambino legge su un giornale l'annuncio di uno spettacolo di Monsieur Antoine, un mago amico di sua madre, il quale si esibirà quella stessa sera ad Atlantic City; il bambino fa in modo che la babysitter si addormenti e scappa di casa, per poi recarsi allo spettacolo. Antoine e i suoi assistenti lo ipnotizzano, e il bambino sogna sua madre.
Harriet vede l'annuncio sul giornale e, dopo aver compreso che Albert si è recato lì, corre a riprenderlo, trovandolo ancora ipnotizzato. Dopo averlo messo a letto, Harriet riflette sui suoi errori e sull'affetto che, nonostante le sue resistenze, ella ha iniziato a provare per il nipote. Quando ricorda di aver avuto anche lei, all'età di Albert, un amico immaginario, la donna riesce finalmente a vedere Bogus: tornata momentaneamente bambina, Harriet danza con lui.
Harriet corre da Albert per dirgli di aver visto Bogus, ma il bambino, ancora ipnotizzato, sta scalando la scala antincendio fino al tetto sognando di raggiungere sua madre in cielo. Harriet riesce a salvarlo e a consolarlo dal suo dolore; ciascuno dei due promette di provare ad essere una famiglia per l'altro.
Tempo dopo, Albert e Harriet visitano la tomba di Lorraine. I due, che ormai si vogliono bene, non hanno più bisogno di Bogus, che osservandoli da lontano mentre giocano e scherzano, dice loro addio senza essere visto. Bogus si rivolge poi al pubblico e dice che, ormai libero, è a disposizione di chiunque abbia bisogno di un amico immaginario.

## Produzione
La pellicola è stata realizzata fra: Atlantic City, Jersey City, Las Vegas, Newark e Toronto.